# Тауфкірхен (Фільс)
Тауфкірхен (нім. Taufkirchen) — громада в Німеччині, розташована в землі Баварія. Підпорядковується адміністративному округу Верхня Баварія. Входить до складу району Ердінг.
Площа — 70,18 км2. Населення становить 10 442 ос. (станом на 31 грудня 2020).